# بخش کاپیتال (لاپامپا)
بخش کاپیتال (به اسپانیایی: Departamento Capital) یک منطقهٔ مسکونی در آرژانتین است که در استان لا پامپا واقع شده‌است.